# BitTornado
BitTornado là một trình khách BitTorrent. Nó là phiên bản kế thừa của trình khách thử nghiệm Shad0w, và được viết bởi người đã tạo ra Shad0w. Giao diện của BitTornado gần giống với giao diện của trình khách BitTorrent nguyên bản nhưng nó có thêm một số tính năng sau:
- Giới hạn tốc độ tải lên/tải về
- Dành ưu tiên cho một tải về nhất định khi tải về theo lô (tải nhiều tệp cùng lúc)
- Thông tin chi tiết các kết nối của các máy đồng đẳng khác
- UPnP Chuyển tiếp cổng

Các tính năng chế độ siêu gieo hạt (tiếng Anh: Super seeding và trao đổi máy đồng đẳng (tiếng Anh: peer exchange) đều được nhóm BitTornado phát triển đầu tiên trước trình khách BitTorrent nguyên bản.
BitTornado được viết bằng ngôn ngữ lập trình Python, vì vậy BitTornado không phụ thuộc vào hệ điều hành.